# Kvarteret Frimuraren
Kvarteret Frimuraren (Kvarteret 15 Frimuraren) är ett kvarter i centrala Göteborg i stadsdelen Inom Vallgraven. Kvarteret ligger söder om Stora Hamnkanalen med angränsande Södra Hamngatan. Norr om kanalen ligger Gustav Adolfs torg som i öster gränsar till huvudgatan Östra Hamngatan som söderut går över kanalen, invid Brunnsparken, och sedan bildar östra sidan av kvarteret. Kvarteret gränsar i söder till gågatan Drottninggatan och i väster till gågatan Korsgatan. Kvarteret, som har goda kommunikationer med spårvägslinjer i gatorna norr och öster därom, består framför allt av kontors- och affärsbyggnader. Kvarteret fick sitt namn 1923 och är namngivet efter Frimurarsamhället, vars byggnad uppfördes i kvarteret år 1806.
Kvarteret, som var och är ett av de förnämsta i staden, beboddes under 1600-talet främst av holländska handelsmän. Det drabbades av stadsbränderna 1721 och 1802, varvid alla husen brändes ner. Större förändringar skedde år 1978, då Svenska Handelsbankens hus uppfördes i den östra delen och år 2001, då Riksbankshuset byggdes om.

## Historia
Efter stadens grundande år 1621 delades det som numera utgör området inom vallgraven in i fjärdingar, vilka var och en omfattade sju rotar. Tomterna längs Drottninggatan tillhörde fjärde roten och de längs Södra Hamngatan tillhörde femte roten. Roteindelningen behölls fram till 1923, då området som begränsas av Korsgatan–Drottninggatan–Östra Hamngatan–Södra Hamngatan döptes till 15 kvarteret Frimuraren i Staden inom Vallgraven.

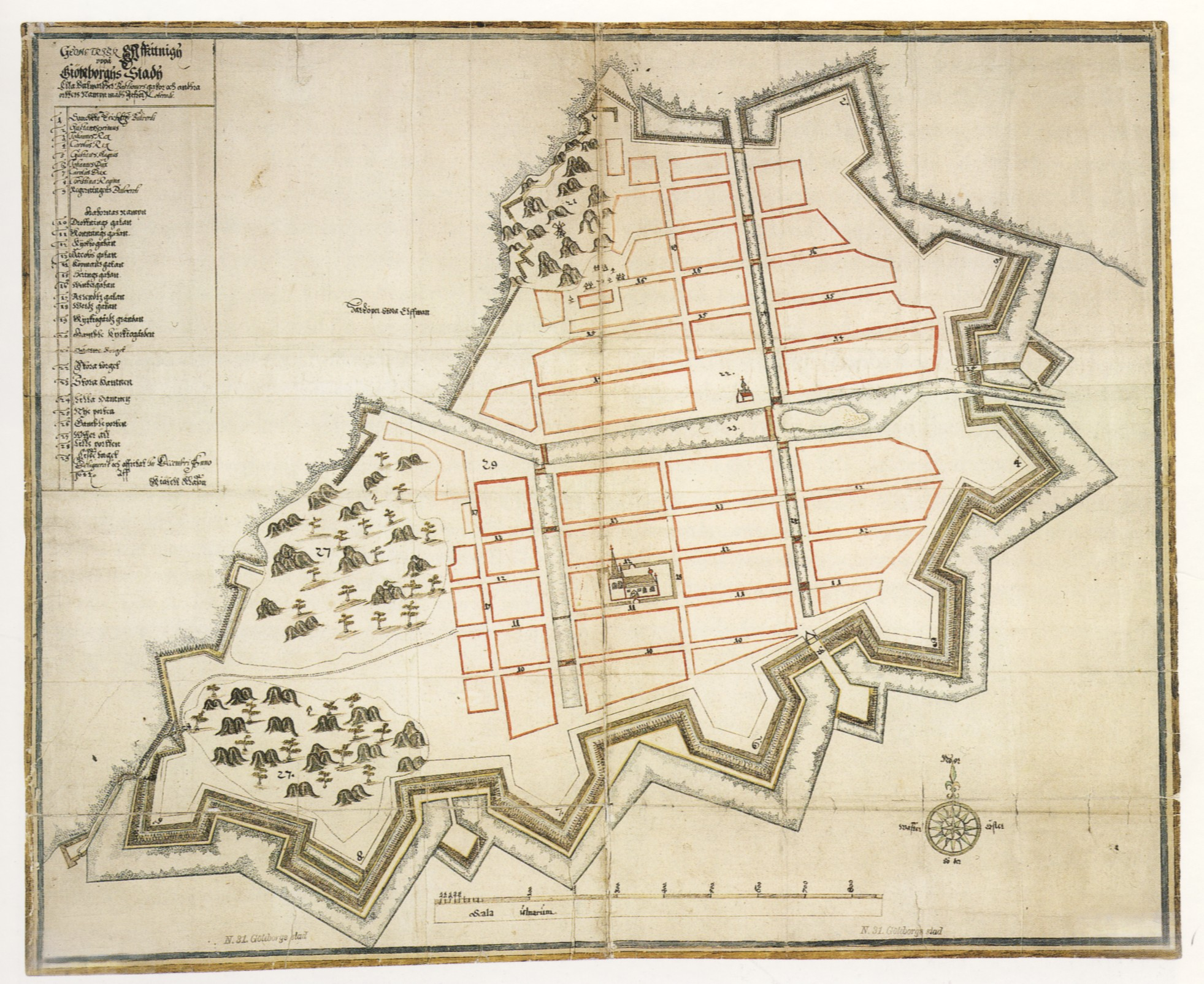
Kiättel Klasons karta över Göteborg 1644 visar stadens ursprungliga utseende. Kvarteret Frimuraren ligger söder om Stora Hamnkanalen och mitt emot Stora Torget med Rådhuset.

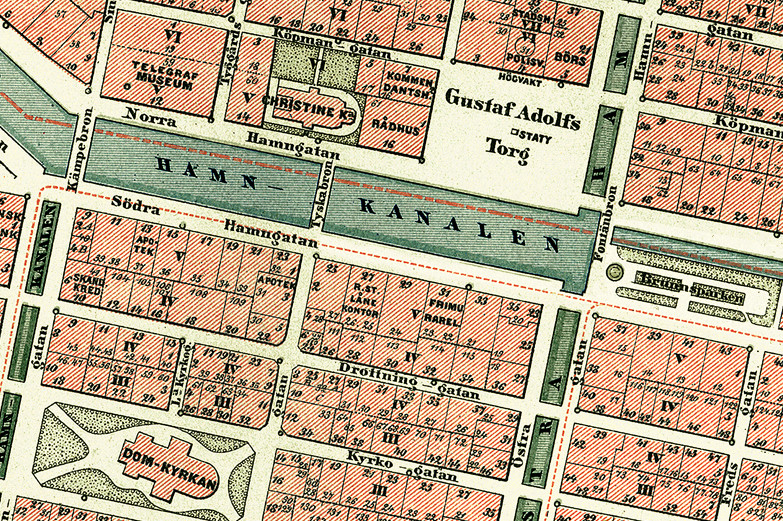
Kvarteret Frimuraren år 1888. Kvarteret syns i mitten av kartan, söder om Stora Hamnkanalen, och omges av Södra Hamngatan, Östra Hamngatan, Drottninggatan och Korsgatan.

Kvarterets tomter tillhörde de förnämsta i staden och beboddes främst av holländska handelsmän. Byggnadernas fasader låg åt Drottninggatan, medan uthus och magasin låg åt Södra Hamngatan.
På kvällen den 14 april 1721 utbröt en brand i ett hus på Holländaregatan (Drottninggatan) och hela kvarteret brann ner. Totalt förstördes 213 byggnader i branden. Det utgick ett påbud från regeringen att de nya husen skulle uppföras i sten eller korsvirke, men trots detta kom de flesta nya husen att uppföras i trä.
Den 20 december 1802 eldhärjades staden åter och hela kvarteret brann ner. Det Arfwidssonska stenhuset vid Södra Hamngatan 29 skadades, men i övrigt hade kvarterets byggnader bestått av trähus, vilka totalförstördes. Efter branden diskuterades en ny reglering av tomterna, vilken stadsarkitekten Carl Wilhelm Carlberg motsatte sig. Bland annat föreslogs att Korsgatan skulle breddas. En tomtkartbok med rotenummer och mått färdigställdes 1809–1810, och den är den ännu gällande, dock att beteckningarna ändrades vid den nya kvartersindelningen 1923. Det har även skett sammanslagningar av tomtnummer, i de fall tomterna haft samma ägare.
Efter branden 1802 förändrades stadsbilden och de gamla trähusen ersattes med en lång rad trevåningshus med varierande stil, men ändå anpassade till varandra. Den förändringen omfattade även det intilliggande kvarteret Kommerserådet. Enhetligheten kom genom åren att förändras, bland annat genom uppförandet av Riksbankshuset på 1880-talet och Livförsäkringsbolaget Nordstjernans hus år 1907.
År 1978 skedde en stor omdaning genom Svenska Handelsbankens nya bankpalats, som ersatte fyra tidigare byggnader och år 2001 byggdes det tidigare Riksbankshuset om.

## Fastigheter

### Åkermanska huset

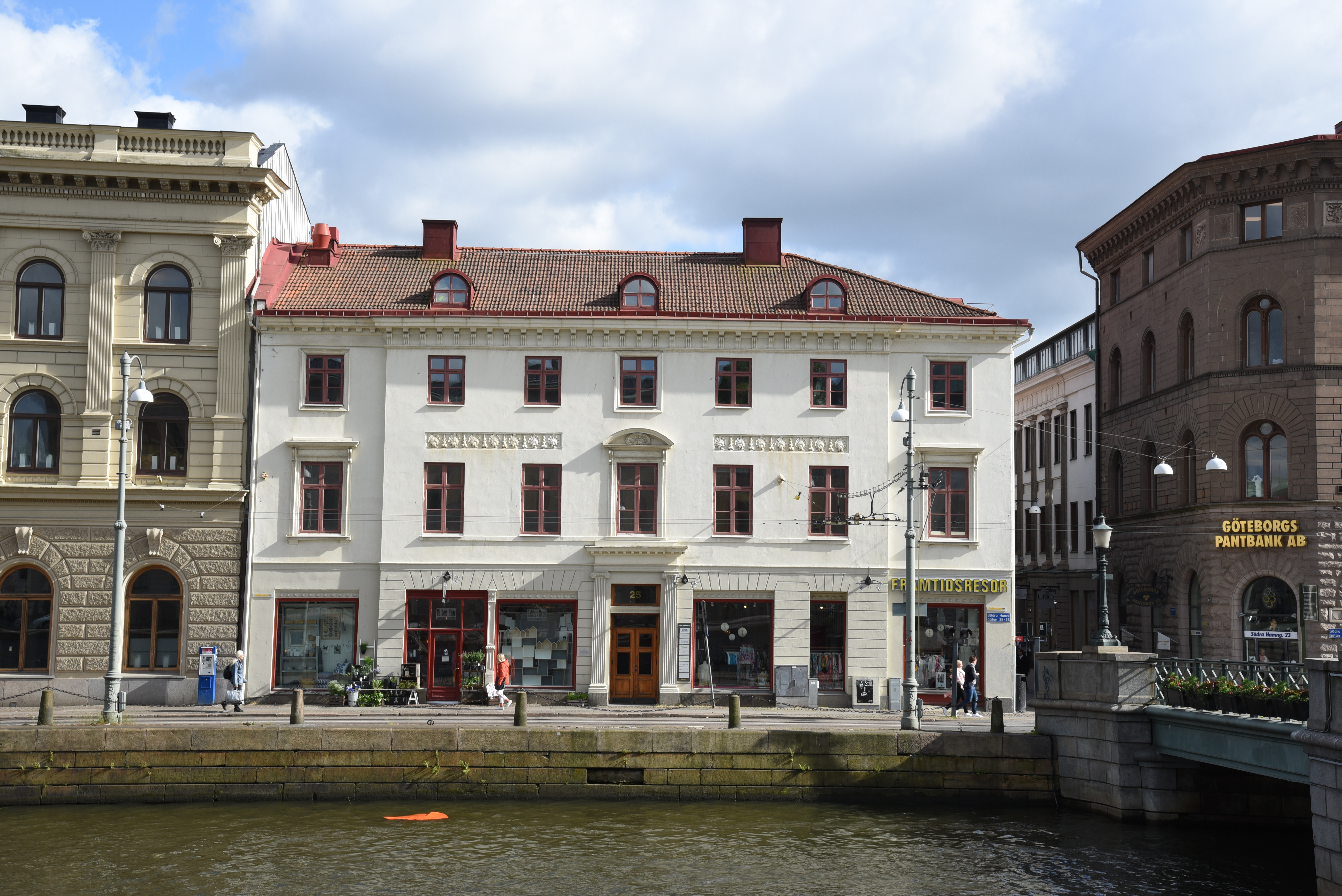
Åkermanska huset vid Södra Hamngatan 25.

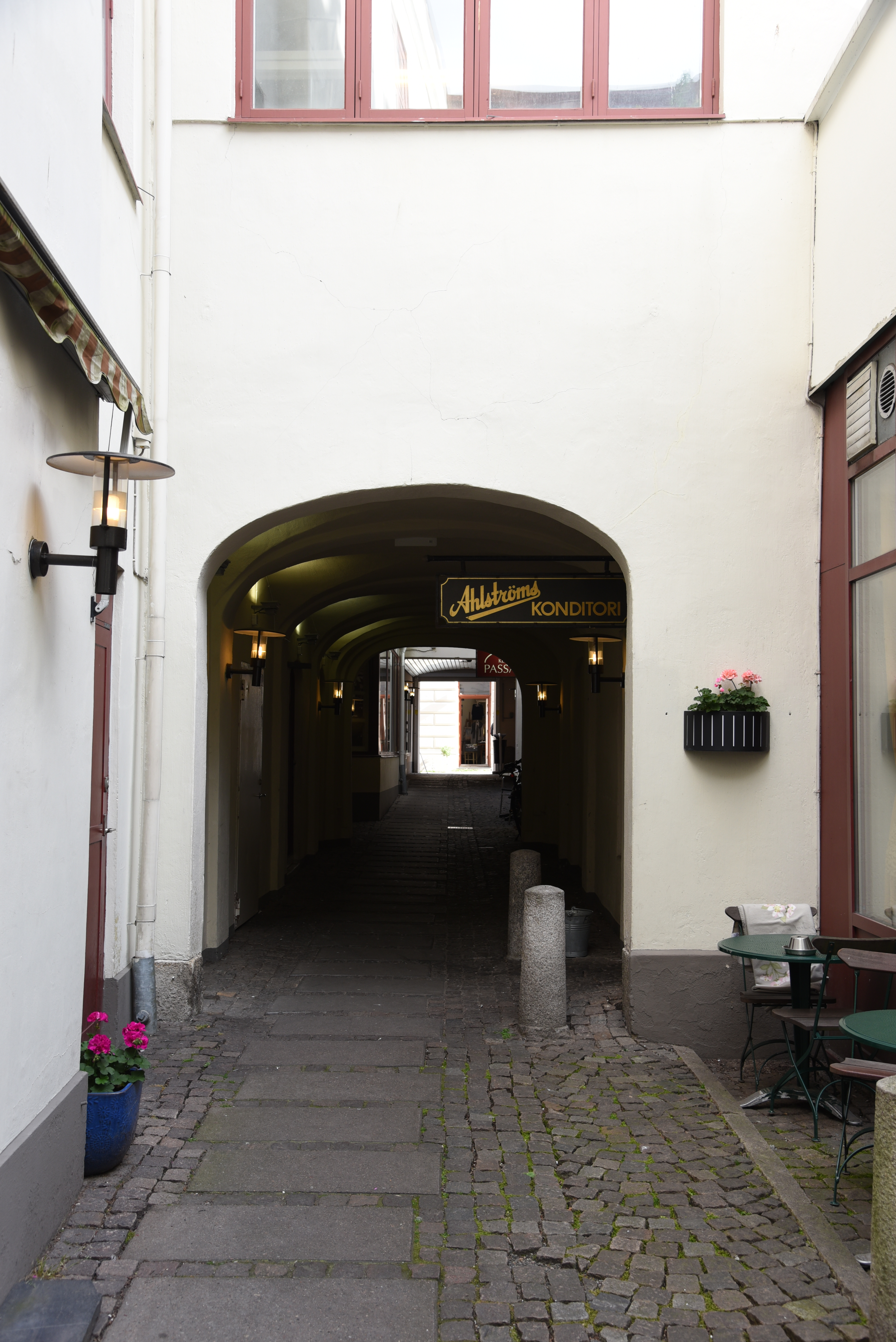
Passagen från Åkermanska huset mot Drottninggatan.

I kvarterets västra del, Södra Hamngatan 25–Korsgatan 2 (fastigheten Inom Vallgraven 15:1, tidigare 5 roten nr 27), ligger Åkermanska huset, uppfört år 1805 av landskamrerare Fredrik Magnus Åkerman. Det ritades av arkitekten Michael Bälkow. I byggnaden öppnades 1830 N. J. Gumperts Bok- och Musikhandel, vilken senare kom att flytta till Södra Hamngatan 27, Gumperts hörne.
Byggnaden Korsgatan 4–Drottninggatan 26 (tidigare 4 roten nr 110 östra delen), vilken bland annat inrymmer Ahlströms konditori sedan år 1901, uppfördes under åren 1803–1807 åt änkefru Tronell. Ahlströms konditori är ett av de äldsta i Göteborg.
Byggnaden Drottninggatan 24–Korsgatan 6 (4 roten nr 110 västra delen, senare 5 roten nr 29 + 4 roten nr 110), i vilken Wasséns Läderaffär är inrymd, uppfördes år 1803 för bokbindaren A Lindström. Wasséns flyttade till fastigheten 1967 från sin ursprungliga adress Vallgatan 39, där den hade etablerats 1868.
Fastigheten förklarades som byggnadsminne 1986.
År 1697 ägdes Södra Hamngatan 25/Korsgatan 2 av generalguvernören Johan Benedict von Schönleben. Den 11 augusti 1704 köpte staden det som kommendantshus, vilket blev obeboeligt efter branden 1721. År 1728 upprättade Carl Wilhelm Carlberg ritningar över ett nytt hus, men det kom aldrig att uppföras. Tomten köptes på auktion av handelsmannen Gustaf Cahman år 1739, som flyttade in i ett nytt tvåvånings trähus år 1745. Vid branden 1802 ägdes det av ryttmästaren Jacob Sahlgren, som sålde tomten två år senare till landskamrerare Fredrik Magnus Åkerman.
Drottninggatan 26 ägdes under 1600-talet av köpmanssläkten Bann (Band). Fastigheten kom att byta ägare flera gånger under 1700-talet. Efter branden år 1802 köptes den av landskamrerare Åkerman år 1805.
Landskamrerare Åkerman lät 1805 uppföra ett nytt trevånings stenhus efter ritningar av Michael Bälkow. Efter Åkermans död såldes Åkermanska huset till klädhandeln Blidberg & Stridsberg. År 1918 köptes huset av AB Industribanken, som även ägde kvarterets övriga fastigheter längs Korsgatan och hörnet mot Drottninggatan.

### Riksbanken

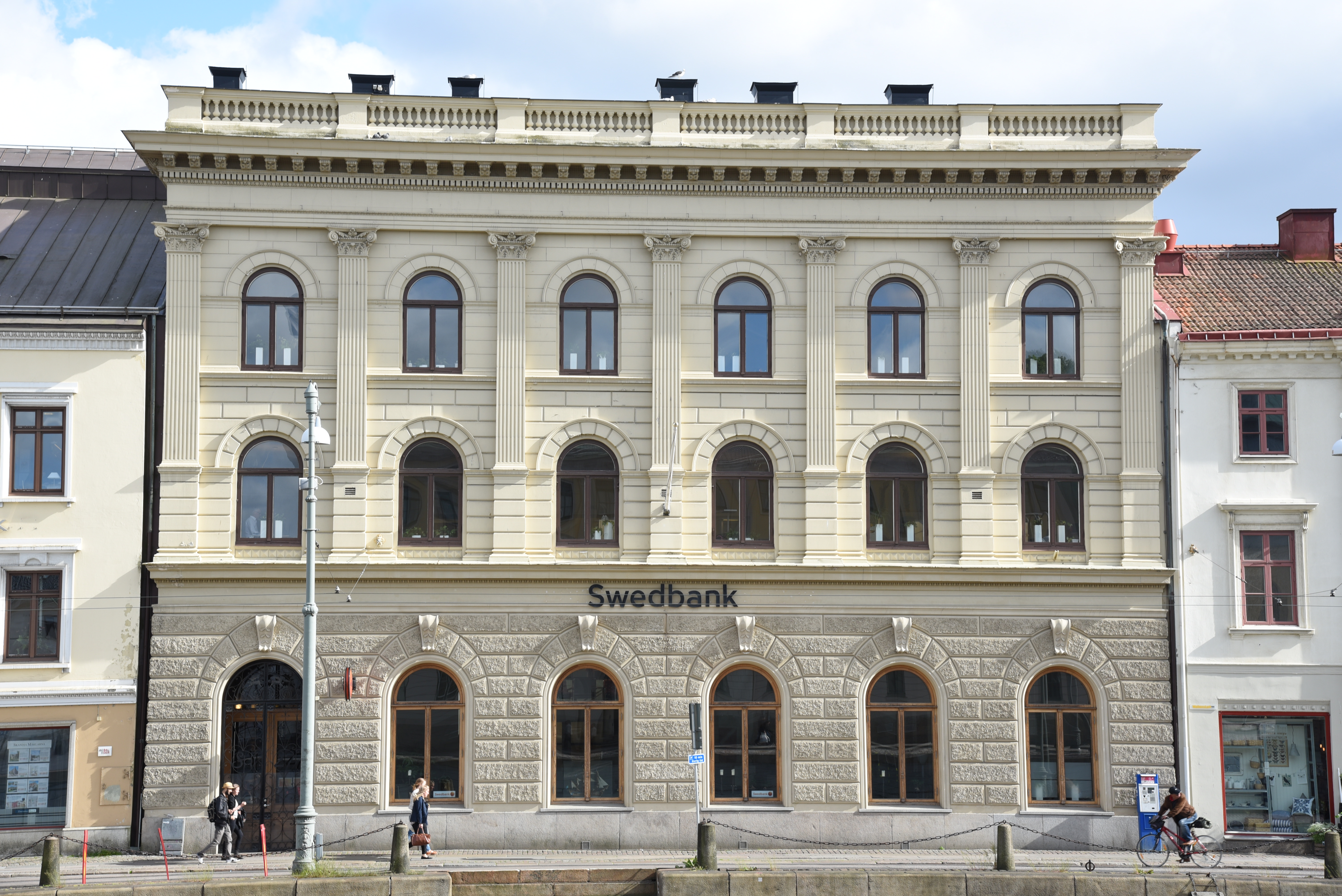
Riksbankshuset vid Södra Hamngatan 27.

Fastigheten Inom Vallgraven 15:2, med adress Södra Hamngatan 27 (tidigare 5 roten nr 25, 26) och Drottninggatan 28 (4 roten nr 112), uppfördes 1886 för Rikets Ständers Bank efter ritningar av Viktor Adler. År 1943 byggdes huset om efter ritningar av Nils Einar Eriksson.
På 1620-talet ägdes östra delen av Södra Hamngatan 27, liksom Drottninggatan 28, av handelsmannen Jacob Herwegh, som 1629 sålde den till Carl Bock. Den kom att byta ägare flera gånger. Efter den stora stadsbranden år 1721 byggdes ett nytt trähus, vilket blev färdigt 1725. Det byggdes om och till år 1733 efter ritningar av Bengt Wilhelm Carlberg. På 1760-talet kom det att ägas av superkargörerna Hans Coopman och David af Sandeberg. Kommerserådet Andreas Andersson lät bygga på huset 1802, men i december samma år brann huset ner i det årets stadsbrand.
Den västra delen av tomten ägdes 1636 av skotten och trävaruhandlaren Henrik Hampton. Liksom grannhuset förstördes det i bränderna 1721 och 1802. Efter den senare köptes det av kommerserådet Andersson.
Kommerserådet Andersson kom även att köpa fastigheten Drottninggatan 28 och ägde därmed tre tomter i kvarteret. Han lät Carl Wilhelm Carlberg rita ett nytt hus, som uppfördes åren 1804–1808. Mot Södra Hamngatan hade det tre våningar och mot Drottninggatan var det ett envåningshus. Bottenvåningen inrymde handelslägenheter och magasin, medan de övre våningarna var bostadsvåningar. Andreas Andersson avled år 1809 och huset såldes 1811 till kommerserådet och rådmannen Johan Nicolaus Malm. Efter stadsbranden 1813 flyttade Carl Wilhelm Carlberg, som förlorat sin bostad vid Norra Hamngatan, in i Malms hus och avled där året därpå. Efter Malms död 1817, såldes huset år 1820 till grosshandlaren Anders Magnus Prytz.
Efter Prytz död 1837 sålde änkan det till Rikets Ständers Bank år 1842. Undervåningen byggdes om 1841 och 1886 uppfördes en ny byggnad i nyrenässans efter ritningar av Viktor Adler. Envåningsbyggnaden mot Drottninggatan revs samtidigt och ersattes med en trevåningsbyggnad. Den nya Riksbanken invigdes år 1889. Vid ombyggnaden 1943 togs många dekorationer bort och en ny ingång sattes in mot Södra Hamngatan, då Kungliga Flygförvaltningen flyttade in i de övre våningarna. Även banklokalen gjordes om helt i samband med ombyggnaden.
Riksbanken flyttade till nybyggda lokaler i Mölndal den 16 oktober 1995.
Byggnaden mot Drottninggatan revs år 2001 och en ny byggnad uppfördes. Byggnaden mot Södra Hamngatan byggdes om och entrévåningen från 1940-talet och fasadens nederdel återställdes.

### Södra Hamngatan 29

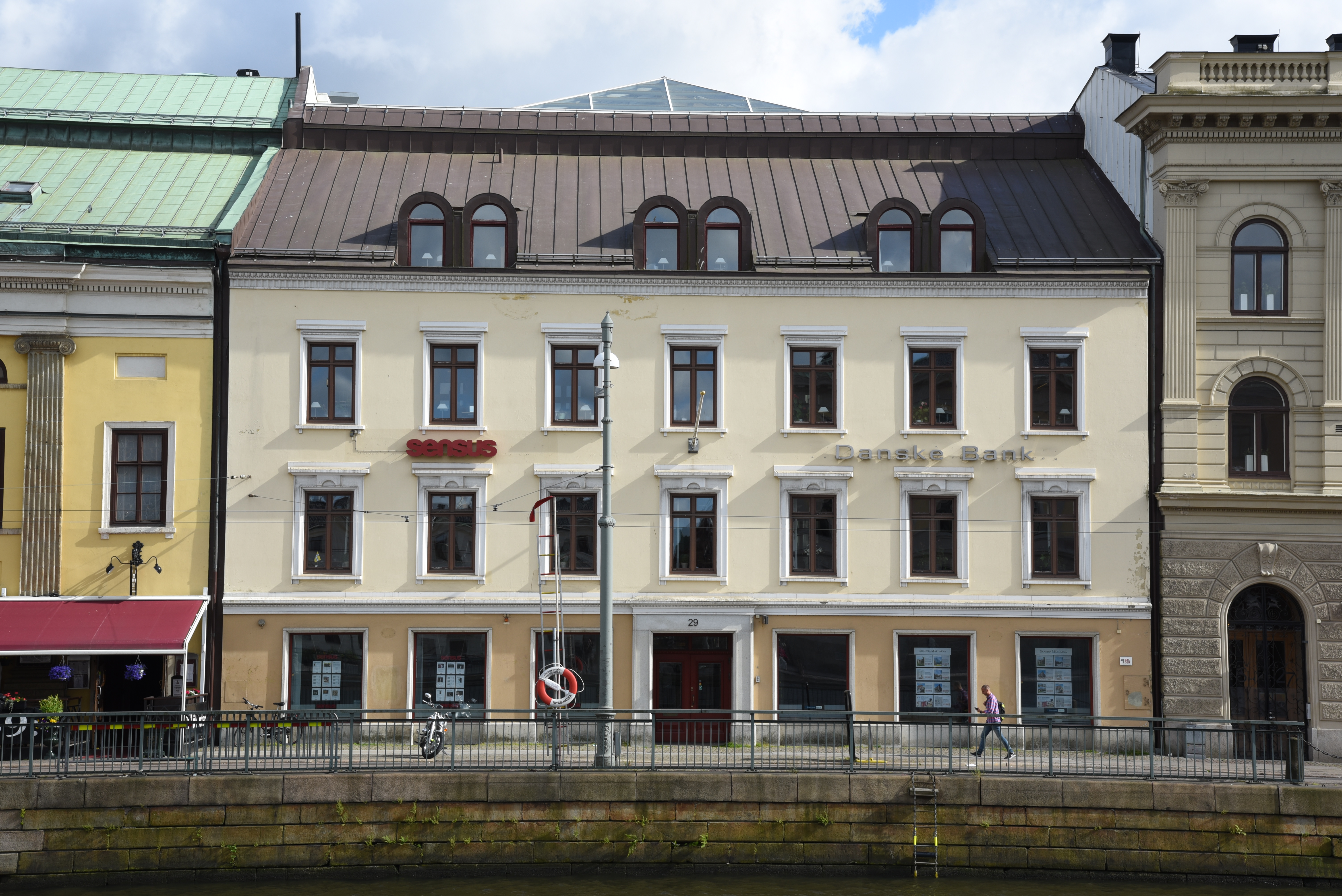
Södra Hamngatan 29.

Kontorshuset Inom Vallgraven 15:3, med adress Södra Hamngatan 29 (5 roten nr 24), uppfördes 1980 för Göteborgs och Bohus Läns Stadshypoteksförening, efter ritningar av Semrén Arkitektkontor. Det tidigare huset, uppfört 1806, ritades av stadsarkitekten Carl Wilhelm Carlberg. Ursprungligen var det tänkt att gatufasaden skulle bevarats vid ombyggnaden 1980, men så skedde inte.
Tomten ägdes år 1636 av Allwyn Jacobz, men han bebyggde den aldrig. Den kom senare, tillsammans med tomten Drottninggatan 30, att ägas av Michael Wernle d.ä., som var en av stadens tre presidenter. På 1640-talet fanns det i byggnaden ett värdshus och under 1670-talet bodde landshövdingen och överkommendanten Hans Georg Mörner där.
Vid stadsbranden 1721 skadades den dåvarande stenbyggnaden svårt, men den renoverades året därpå. Omkring år 1750 köptes fastigheten av direktören vid Svenska Ostindiska Companiet, Abraham Grill d.y. Under åren 1755–1760 hyrdes trähuset på gården ut till Frimurarlogen. I början av 1800-talet brann trähuset ner och stenhuset skadades svårt. Det brandskadade huset köptes av Anders Pettersson Fröding, som lät uppföra en ny byggnad och år 1837 byggdes det om med butikslokal i nedervåningen. Fröding sålde det år 1856 till konsuln och verkställande direktören vid Brand- och lifförsäkrings AB Svea, Eduard Boye, som bodde där fram till sin död 1891. Boye lät inreda fler butikslokaler och år 1841 öppnade urmakaren Carl Ludvig Malmsjö en butik i den västligaste butikslokalen. Firman kom att finnas kvar där i över hundra år.

### Frimurarlogen

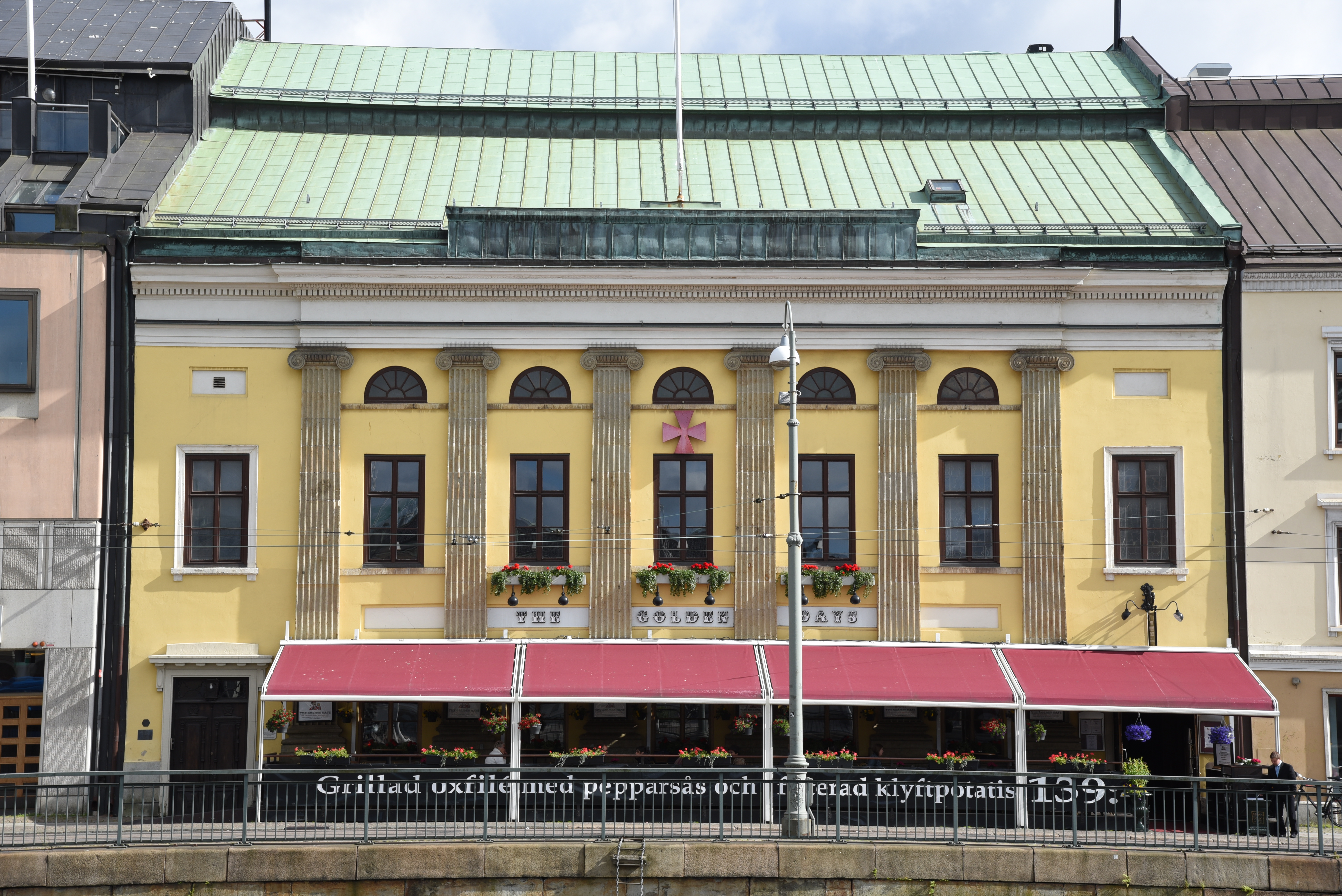
Frimurarlogen vid Södra Hamngatan 31.

Frimurarlogen (fastigheten Inom Vallgraven 15:4), med adress Södra Hamngatan 31 (5 roten nr 22, 23) och Drottninggatan 32 (4 roten nr 114), uppfördes åren 1804–1806 av Frimuraresamhället. Ritningarna utfördes av Justius Fredrik Weinberg. Byggnaden mot Drottninggatan användes fram till 1831 för Frimurarnas barnhus. En eldsvåda drabbade byggnaderna år 1820. En större renovering genomfördes 1878–1879 efter ritningar av Adrian C. Peterson och en om- och nybyggnad gjordes 1916–1918 efter ritningar av Ernst Torulf.
Restaurang Golden Days flyttade in i lokalerna 1975. Dessförinnan hade restaurang Logen huserat där.
Frimurarlogen förklarades som byggnadsminne 1982.
I slutet av 1600-talet ägdes östra delen av Södra Hamngatan 31 av handelsmannen Johan Schröder, medan den västra delen ägdes av handelsmannen Johan Manorgen. Båda husen brann ner 1721 och nya trähus uppfördes. Assessor Mathias Schildt, som ägde den östra delen, köpte även den västra delen. År 1746 köpte borgmästaren Jacob Schütz den västra delen av Schildt och efter Schildts död 1749 förvärvade borgmästaren även den östra delen. Efter branden 1802 kom båda tomterna att ägas av Frimuraresamhället.
Drottninggatan 32 omfattade i slutet av 1600-talet tre delar, vilka ägdes av järnhandlaren Jöns Persson. Vid branden 1802 ägdes det av handelsmannen Olof Melin.
Sedan frimurarna förvärvat den avbrända tomten uppfördes det nya frimurarhuset. Den första delen var barnhuset, som ersatte det tidigare på Magasinsgatan, vilket brunnit ner. Barnhuset invigdes den 5 oktober 1805 och det första ordenssammanträdet hölls i den nya byggnaden den 20 december 1806.

### Drottninggatan 30
Drottninggatan 30 (Inom Vallgraven 15:10, tidigare 4 roten nr 113) uppfördes år 1929 för fastighetsbolaget Nipe efter ritningar av Karl Severin Hansson. Bland hyresgästerna genom åren märks Alida Söderdahls leksaksaffär och Radiotjänst AB. Under åren 1906–1918 ägdes tomten av Frimuraresamhället, som planerade en tillbyggnad där.
År 1800 köptes tomten av snusfabrikören Johan Sjöberg. Träbyggnaden brann ner 1802 och 1803 uppfördes ett tvåvånings stenhus. Fastigheten såldes på auktion år 1864. Den såldes 1880 till handlaren Anders Gustaf Friedländer och 1906 förvärvades den av Frimuraresamhället. Ritningar till en ny ordenslokal togs fram av Ernst Krüger 1909 och Hans Wohlin 1912, men inget av förslagen realiserades. År 1918 såldes fastigheten till optikfirman L.J. Lange. När Langes flyttade 1929 köptes den av fastighetsbolaget Nipe och byggmästare Nils Persson, varefter huset revs och ett nytt i funktionalistisk stil uppfördes.

### Svenska Handelsbankens hus

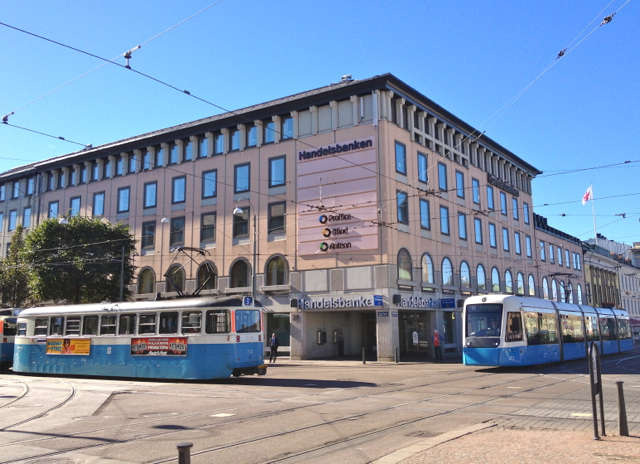
Handelsbankens hus, tidigare Gumperts hörna, Östra Hamngatan 23/Södra Hamngatan 35.

I kvarterets östra del, Södra Hamngatan 33–35, Östra Hamngatan 23–27 och Drottninggatan 34–36 ligger Svenska Handelsbankens hus (Inom Vallgraven 15:13). Byggnaden uppfördes 1978 efter ritningar av Anders Tengbom och H. Bengtsson som genom konsoler och rundbågearkitektur försökte knyta an till en äldre detaljerade nyrenässansarkitektur . I hörnhuset Östra Hamngatan/Södra Hamngatan låg från år 1871 fram till rivningen Gumperts bokhandel, Gumperts hörne. Fastigheten Inom Vallgraven 15:13 omfattar de tidigare fastigheterna 15 kv. Frimuraren 6, 15 kv. Frimuraren 7 och 15 kv. Frimuraren 12.

#### Gumperts hörna
Gumperts hörna omfattade hörnfastigheten Östra Hamngatan 23–Södra Hamngatan 35 (tidigare 5 roten nr 20, 15 kv. Frimuraren 6). Den ägdes i slutet av 1600-talet av madame Johanna Schröder. Tomten stod öde under många år efter branden 1721. År 1740 var tomten dock bebyggd med ett tvåvånings trähus. Det brann ner 1802 och tomten köptes år 1805 av stadskirurgen Anders Brulin, som lät arkitekten Michael Bälkow rita ett trevåningars stenhus.
Gårdshuset byggdes på år 1851 och 1856 ändrades bottenvåningen efter ritningar av Bror Malmberg. En ny ombyggnad, efter ritningar av P.J. Rapp, genomfördes 1871, varefter Gumperts bokhandel flyttade in på Södra Hamngatan 35. År 1886 skedde ytterligare ombyggnad och "Gumperts hörne" blev ett faktum, när bokhandeln fick lokal i själva hörnet.

#### Allmänna Liv Odens fastighet
Östra Hamngatan 25 benämndes tidigare 5 roten nr 19 och 15 kv. Frimuraren 7. År 1640 ägdes fastigheten av Johan Amija, men efter hans död 1641 och hustruns död fyra år senare, övertogs den av sönerna och handelsmännen Johan och David Amija. Den senares son, David Amija d.y., som år 1691 valdes till rådman, blev senare ägare. Liksom övriga hus i kvarteret brann det ner 1721.
Senare ägare var rådmannen Hans Coopman, som kom att överlåta det till sonen Peter Coopman. Peter Coopmans son Hans Coopman sålde det 1796 och vid branden 1802 förstördes byggnaden. Fröhandlaren Sven Söderberg köpte tomten i april 1805 och år 1806 uppfördes ett trevånings stenhus, som kom att stå kvar fram till 1970-talet.
Fastigheten kom att byta ägare genom åren och bland hyresgästerna fanns guldsmedsmästaren Gustaf Wikström, E.A. Wallerius Herrekipering, specerihandeln Wickman & Stillström och Svenska Turistföreningen. Under åren 1928 till 1932 ägdes fastigheten av Svenska Handelsbanken, men år 1935 togs den över av Allmänna Livförsäkringsaktiebolaget Oden.

#### Svenska Handelsbankens tidigare fastigheter

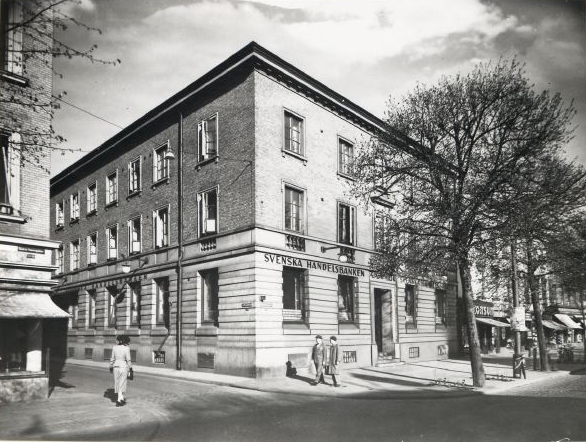
Svenska Handelsbanken, hörnet Östra Hamngatan 27/Drottninggatan 36, 1959.

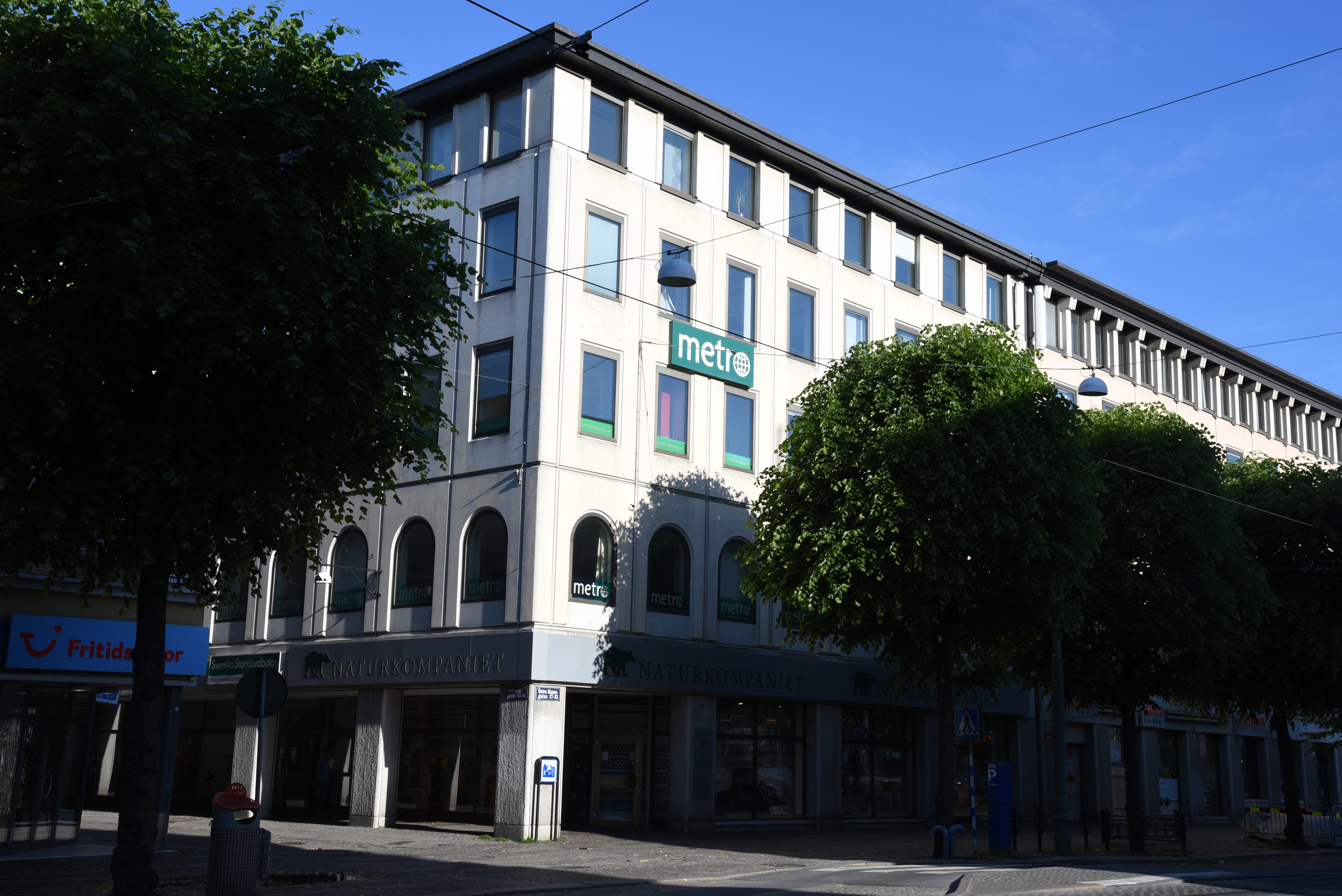
Svenska Handelsbanken, hörnet Östra Hamngatan 27/Drottninggatan 36, år 2015.

Svenska Handelsbankens tidigare fastigheter omfattade Östra Hamngatan 27–Drottninggatan 36, Drottninggatan 34 och Södra Hamngatan 33 (tidigare 5 roten nr 18, 4 roten nr 115, 5 roten nr 21, därefter 15 kv. Frimuraren 12 och 15 kv. Frimuraren 9).
Hörntomten Östra Hamngatan 27–Drottninggatan 36 ägdes under 1600-talets senare del av handelsmannen Erich Frantzon Schröder, som nämns som ägare redan 1657. Han och hustrun dog 1698. Efter branden 1721 lät dåvarande ägaren, handelsmannen Jacob Bratt, uppföra ett nytt trähus i två våningar år 1724. År 1770 köpte handelsmannen Petter Lamberg fastigheten på auktion av Nils Lundvall.
Efter branden 1802 stod tomten öde fram till 1808, då den köptes av förre kaptenen Carl Johan Krusell, som lät bebygga den med ett stenhus i tre våningar, vilket stod färdigt 1811. På 1830-talet flyttade Hotell Prins Carl, en av stadens populäraste krogar, in i huset. Ombyggnader skedde 1875, 1889 och 1907, varvid nedervåningen kom att inrymma affärslokaler.
Fastigheten köptes år 1920 av Svenska Handelsbanken, som bildats året innan och till en början huserat på Södra Hamngatan 23. Den 26 juni 1928 invigdes ett nytt bankpalats, vilket ritats av Vilhelm Mattson och Sven Steen och uppförts av F O Peterson & Söner. Det var ett karaktäristiskt Göteborgspalats, tre våningar högt med fasader i gult tegel och granit. På gårdsutrymmet fanns en klassicistisk bankhall, formad som en basilika med sidoljus, täckt med kassetterat stucktak och med pelare av grå Gustasten samt ekboasering. Direktionsvåningen var inredd en våning upp.
Det enkla trähuset på Drottninggatan 34 ersattes efter branden 1721 med ett större trähus. År 1746 köptes det av handelsmannen Johan Anders Lamberg, som även ägde Drottninggatan 35 mitt emot. Sedan fadern dött 1783 övertogs fastigheten av yngste sonen Carl Lamberg, bror till Petter Lamberg. Efter branden 1802 uppfördes ett tvåvånings stenhus år 1810. År 1891 förändrades fasaden och första våningen försågs med stora skyltfönster. Efter försäljning år 1916 till AB John Antonsons Boktryckeri kom fastigheten att kallas för Antonsonska huset. Tryckeriet höll till där fram till 1932, då fastigheten övertogs av Svenska Handelsbanken. Den revs 1954 och ersattes med det nya bankpalatset, ritat av Kjell Westin. Byggnaden var i tre våningar, där den första var indragen, så att en arkad bildades över trottoaren och fasaden var klädd med koppar.
Södra Hamngatan 33 bebyggdes aldrig under 1600-talet. Efter år 1715 uppförde handelsmannen Lorentz Bagge ett trähus på tomten och efter branden 1721 uppfördes ett nytt tvåvånings trähus år 1724. På 1790-talet byggdes ett nytt tvåvånings trähus, vilket brann ner år 1802. Stadsarkitekten Carl Wilhelm Carlberg fick därefter i uppdrag att rita ett trevånings stenhus, vilket började byggas år 1804. År 1859 skedde en ombyggnad efter ritningar av P.J. Rapp, varvid fasaden förändrades helt. År 1884 övertogs fastigheten av Livförsäkringsaktiebolaget Nordstjernan, och i början av 1900-talet skedde en ombyggnad efter ritningar av Rudolf Steen, varvid byggnaden försågs med en fjärde våning. Huset kallades allmänt för det Silvanderska huset efter Silvanders herrekipering, som höll till där och år 1920 köptes det av Fastighets AB Södra Hamngatan 33, som främst ägdes av Silvanders. Fastighetsbolaget förvärvades av Svenska Handelsbanken i december 1941 och 1954 togs fastigheten över av banken. En om- och tillbyggnad genomfördes 1954 efter ritningar av Kjell Westin.
Då Svenska Handelsbanken ägde tre fastigheter i kvarteret, sammanlades dessa till en fastighet med beteckningen nr 12 i 15 kv. Frimuraren.